# Ashanti Obi
Ashanti Obi (* 14. Oktober 1952) ist eine ehemalige nigerianische Sprinterin.
Bei den Olympischen Spielen 1972 in München schied sie in der 4-mal-100-Meter-Staffel im Vorlauf aus.
1974 wurde sie bei den British Commonwealth Games in Christchurch Sechste in der 4-mal-100-Meter-Staffel. Über 100 und 200 Meter schied sie im Vorlauf aus.
Ihre persönliche Bestzeit über 100 Meter von 11,3 s stellte sie 1977 auf.